# جميلة (مدينة أثرية)
جميلة أو كويكول (باللاتينية: Cuicul) مدينة أثرية وتاريخية رومانية تقع بالشمال الشرقي للجزائر بمدينة جميلة التابعة لولاية سطيف. صنفته منظمة اليونسكو على قائمة مواقع التراث العالمي. مدينة جميلة أبلغ مدن نوميديا دلالة على الماضي، وهي المدينة الواقعة في بلاد وعرة جرداء، كانت تغطيها في الماضي الغابات وسنابل والقمح. وقد تأسّست في أواخر (نهاية) القرن الأول، وبلغت أوجها في عهد أسرة الأنطونان، وتصوّر الآثار مدينة أحياؤها حسنة التنسيق، وشوارعها محفوفة بالأرتجة، وتوجد فيها ساحتان عموميتان أولهما محاطة بالكابيتول وقاعة اجتماع المجلس البلدي والمحكمة ومعبد فينوس، وحول الثانية المعبد المشيّد تكريمًا لأسرة سيفيروس وقوس نصر كراكلا والحمامات التي لم يؤثر فيها الزمان كثيرًا والسوق، والمنازل المترفهة الأنيقة........"خاين الدلاع"

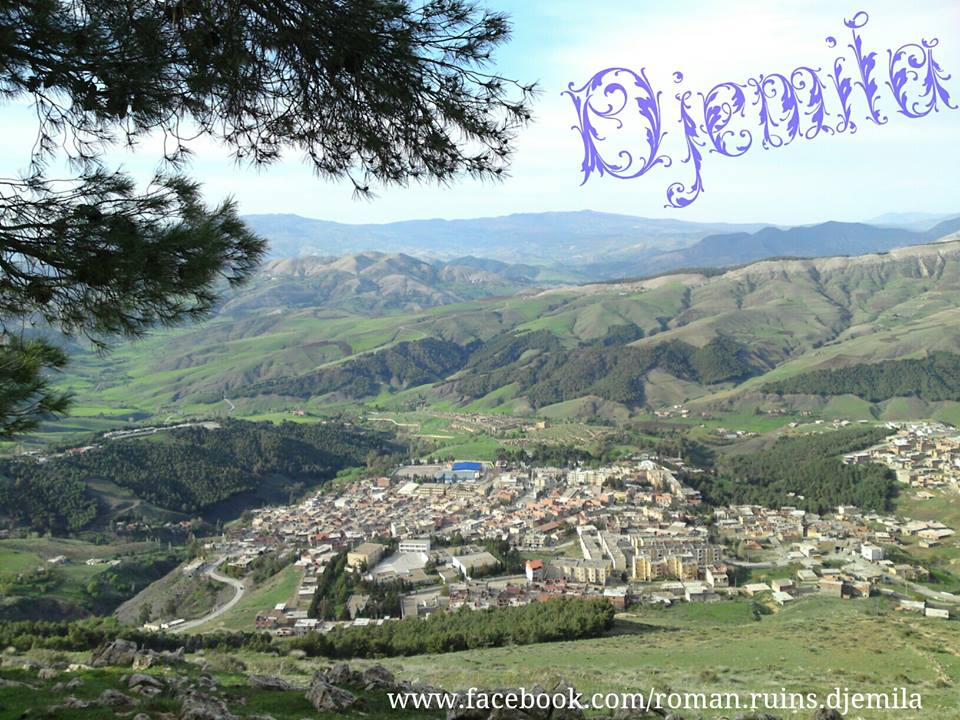
مدينة جميلة......................ً

## جغرافيا الموقع

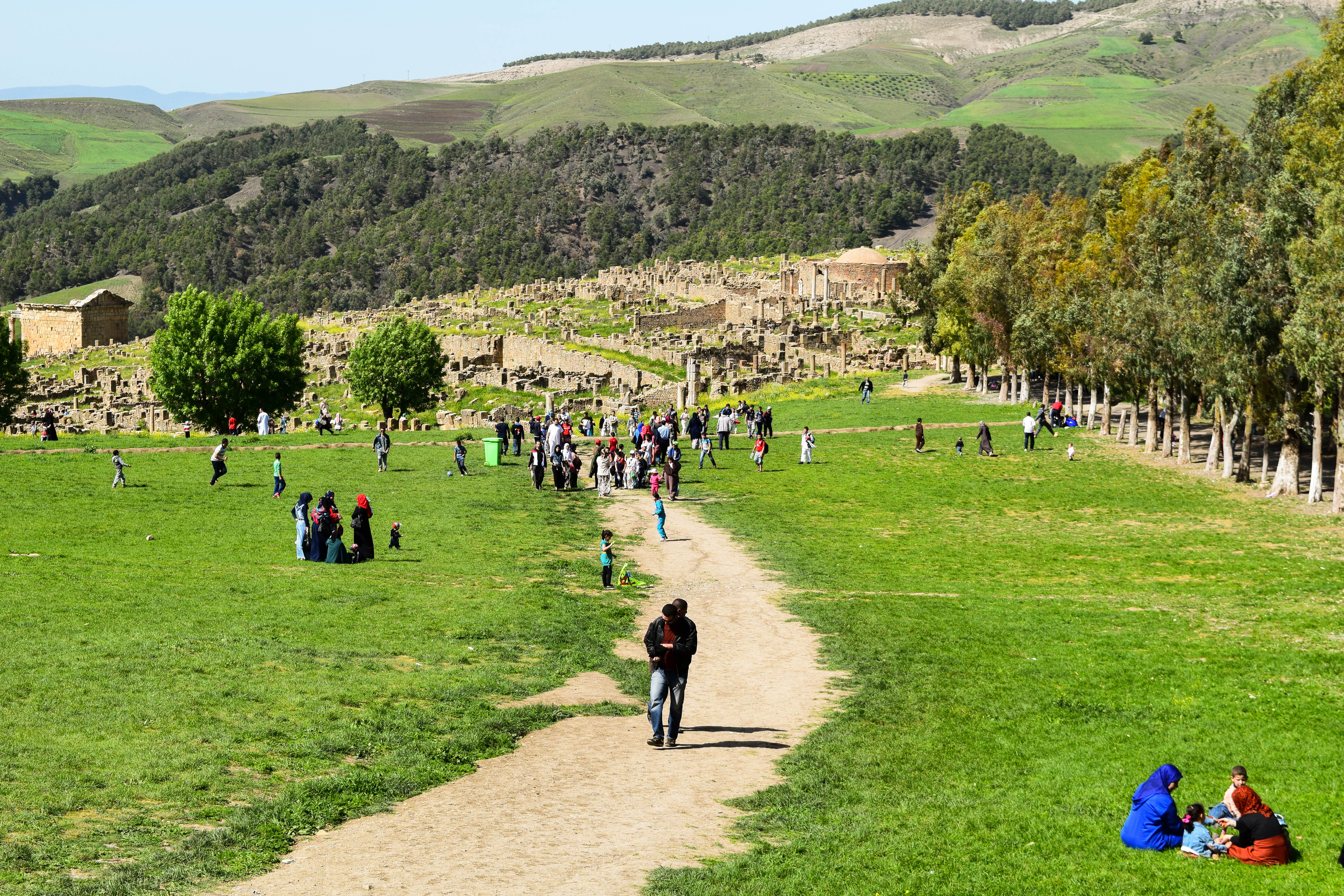
مدينة جميلة، عراقة التاريخ وجمال الطبيعة

تقع مدينة جميلة الأثرية في شمال المرتفعات الداخلية والتي تمتد من جبال ايدوغ شرقا إلى جبال التافنة غربا أين تحسر بداخلها سهولا ضيقة تقوم عليها زراعة حبوب وخضروات. قد تتوسط مسافة الطريق بين سيرتا العاصمة السيرتية ومقاطعة نوميديا الغربية والتي كانت عاصمتها ستفيس الجبال التي تكمل سلسلة البيبان – BIBANS – شرقا، على بعد32 كم من مدينة العلمة على ارتفاع حوالي 920 م فوق سطح البحر. يغلب على سطحها الطابع الجبلي بحيث تمثل المرتفعات حوالي 50 % من المساحة الإجمالية التي تبلغ 149 كلم2، مناخها بارد شتاء وحار صيفا، أختيرهذا الموقع لتشييد مدينة محصنة طبيعيا تشاهد إطلالها حاليا شمال القرية الحديثة نظرا لتوفر عدة مقومات منها سهولة مراقبة المكان.بنيت المدينة الأثرية على ضفاف منطقة عريقة في التاريخ، قطنها الإنسان منذ ما قبل التاريخ بحيث لا تبعد بكثير عن محطة أو موقع عين لحنش التي تتميز بأقدم صناعة حجرية في شمال افر يقيا (حوالي 1.5.00.000 سنة)، لكن هذا لا يعني حتما أن هناك علاقة صلة أو استمرارية بين الموقعين.زيادة على ذلك، مرور وقت طويل بين عهد الحضارة الحجرية البدائية بعين لحنش (6 كلم شمال غرب العلمة) وظهور حضارة حجرية أخرى أكثر تطورا تسمى القفصية (capsienne) نسبة إلى موقع بقافصة التونسية (gabes)حيث عثر لأول مرة على أثرها المتميز بشظايا قزمية (industrie sur eclats microlithiques) وكثرة استهلاك الحلزونيات (forte consommation d'escargots. )من قبل المجموعات السكانية لتلك الحضارة المنتشرة بوجه واسع في منطقة السهول العليا وحتى بقرب جميلة ويرجع امتدادها الزمني إلى مابين (8000 سنة و4000 ق.م)، بين هذه الأزمنة العريقة جدا وتاريخ تأسيس مستوطنة كويكول، لم يوجد بعد دليل مادي أو أثار معين لسد الفراغ وربط الصلة بين كل المعطيات.لم يعثر الباحثون على شواهد أخرى من مرحلة ما قبل التاريخ كالناقشات الليبية(inscriptions libyques) التي وجدت بمنطقة ميلة وسطيف، ولا على البنايات الجنائزية الخاصة بالسكان المحليين والتي تنفرد بخصائص بنيوية تميزها عن باقي البنايات الرومانية وحتى الاسم كويكول(CUICUL) لا مدلول له باللاتينية لأن الرومان عادة ما يعيدون استعمال أو تبني ألأسماء المحلية بشيء من التحريف (ALTERATION LINGUISTIQUE) وقد يكون هذا الاسم مجرد اسم عادي لمكان معين (LIEU DIT COMMUNE) أو مشتق من اسم وادي قرقور الذي يحيطها غربا بعد تلتينه(ADOUCISSEMENT). وردت في كل الخرائط القديمة الخاصة بالمدن والمسالك، فنجدها تحت اسم مستوطنة شلشول (CHULCHUL COLONIA) عند بطوليموس ( PTOLMEE )عالم فلكي وجغرافي أغريقي من القرن الثاني ميلادي ونفس التسمية في خريطة تدعى: LE GEOGRAPHE DE RAVENNE. أما عن مخطط آخريسمى بقائمة بوتنجر (TABLE DE PEUTINGER) عثر عليها بألمانيا في القرن 15 م فهي باسم :CVLCHVL COLONIA حاليا بمتحف فينا = النمسا= إلى بداية القرن الأول الميلادي، مازال تاريخ منطقة كويكول في الغموض رغم موقعها الانتقالي ما بين مملكة يوبا الثاني غرب وادي الكبير = وادي الذهب حاليا = والتي تصبح إقليما رومانيا تحت اسم موريتانيا القيصرية بعد سنة 40 م. ومن الشرق يحدها ماسمي بمملكة سيتيفيس (SITIVS) وهو قائد المرتزقة الذي ساعد الجنرال CEZAR في صراعه ضد القنصلPOMPEE والتي تضم كل من: سرتا، ميلة، القل وسكيكدة.لكن لا دليل رسمي على انضمام كويكول أو المنطقة لجهة أو أخرى. ذكرها أيضا العلامة عبد الرحمان بن خلدون الذي كتب في القرن 14 م، كفخذ من الكتامة قبيلة أمازغية تقطن الشمال الشرقي للجزائر الحالية. باسم قبيلة ابن جملة وهو المصدر الوحيد الذي نعرفه عن اسم جميلة، كما ذكرها بعض الرحالة الغربيين منهم: الإنجليزي SHAWوالفرنسي: PEYSONNEL اللذان زارا المنطقة القرن 18م، لكن أخلطا بين جميلة وجملة أخرى ( GEMELLAE )التي تقع جنوب لمبا ( TAZOULT )لكنهما أخلطا بين جميلة هذه وجملة أخرى ( g في ذكر وادي القرقور غربا وبيطام شرقا وبعض الأثارالتي كانت بارزة قبل الحفريات الحديثة. تم التوغل الروماني في المنطقة من الشمال أي من الجبال في نهاية القرن الأول الميلادي، وأسست المستوطنات الأولى في عهد الأمبراطور نرفا (NERVA) الذي حكم بين سنة 96 /98 م. سطيف.كويكول.مونس؟ وادي الصفصاف حاليا، وتم تعمير السهول مؤخرا ابتداء

## الحمامات
- كان أمام المدخل الرئيسي للحمامات الموجودة في جنوب جميلة، المتجهة من الشرق إلى الغرب رتاج له اثنى عشر رواقًا، وكانوا يدخلون من بهو يقضي إلى قاعة للرياضة على شكل قبو، ويمرّون من إحدى قاعتي الملابس إلى قاعة التبرّد وهي فسيحة الأرجاء ثرية الفسيفساء وصفائح المرمر، فيها حوضان صغيران وحوض كبير تفصله عن الحوضين الآخرين مجموعة من أعمدة المرمر الوردية اللون.و تأتي بعد ذلك الغرفة السخنة. وفي جانبها منفذان يقضيان إلى الغرفة المعتدلة الحرارة، وإلى حوض صغير ماؤه سخن.و أخيراً إلى المحم، وتفضي الغرفة المعتدلة الحرارة إلى قاعة التمسيد.

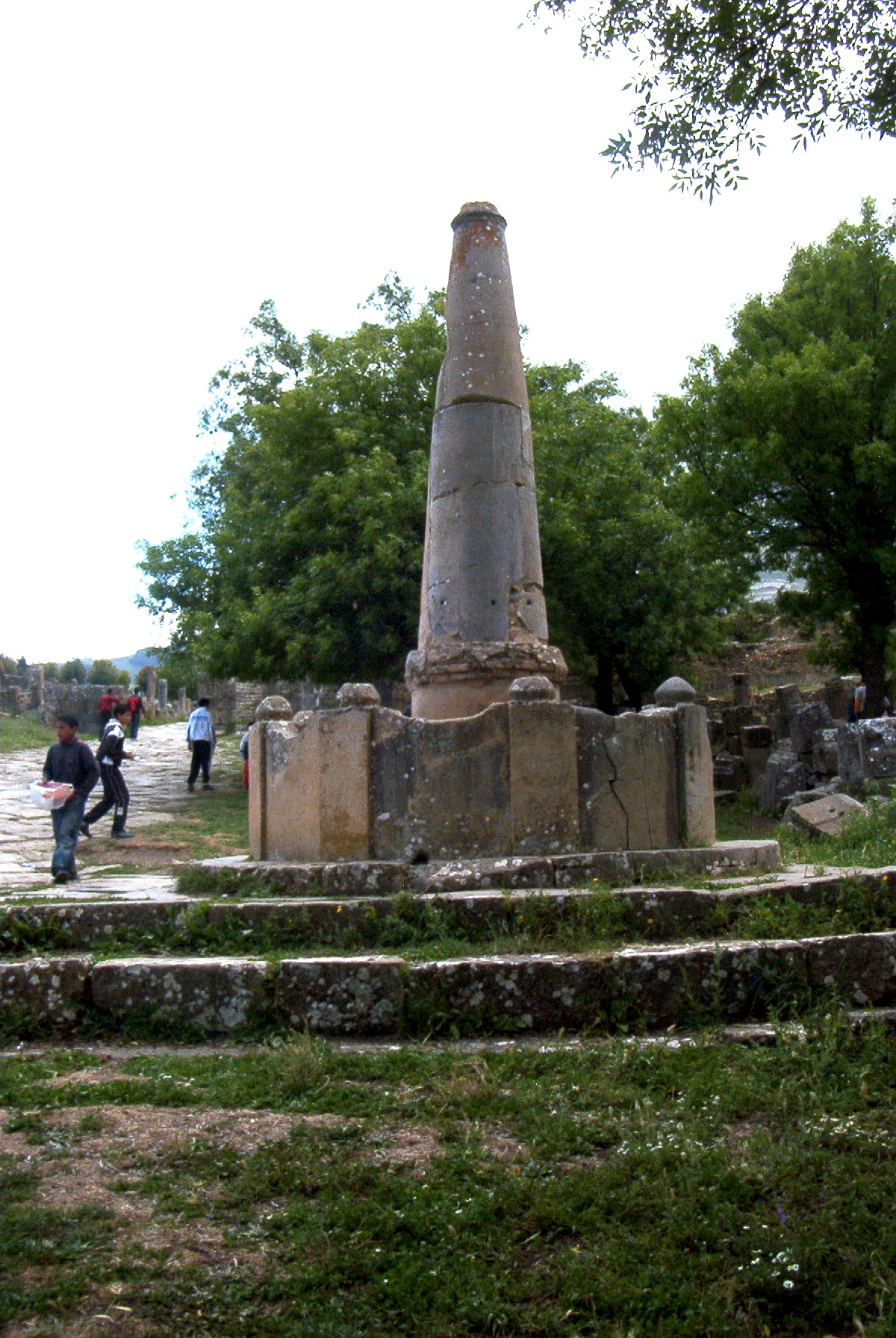
ينابيع مخروطية.
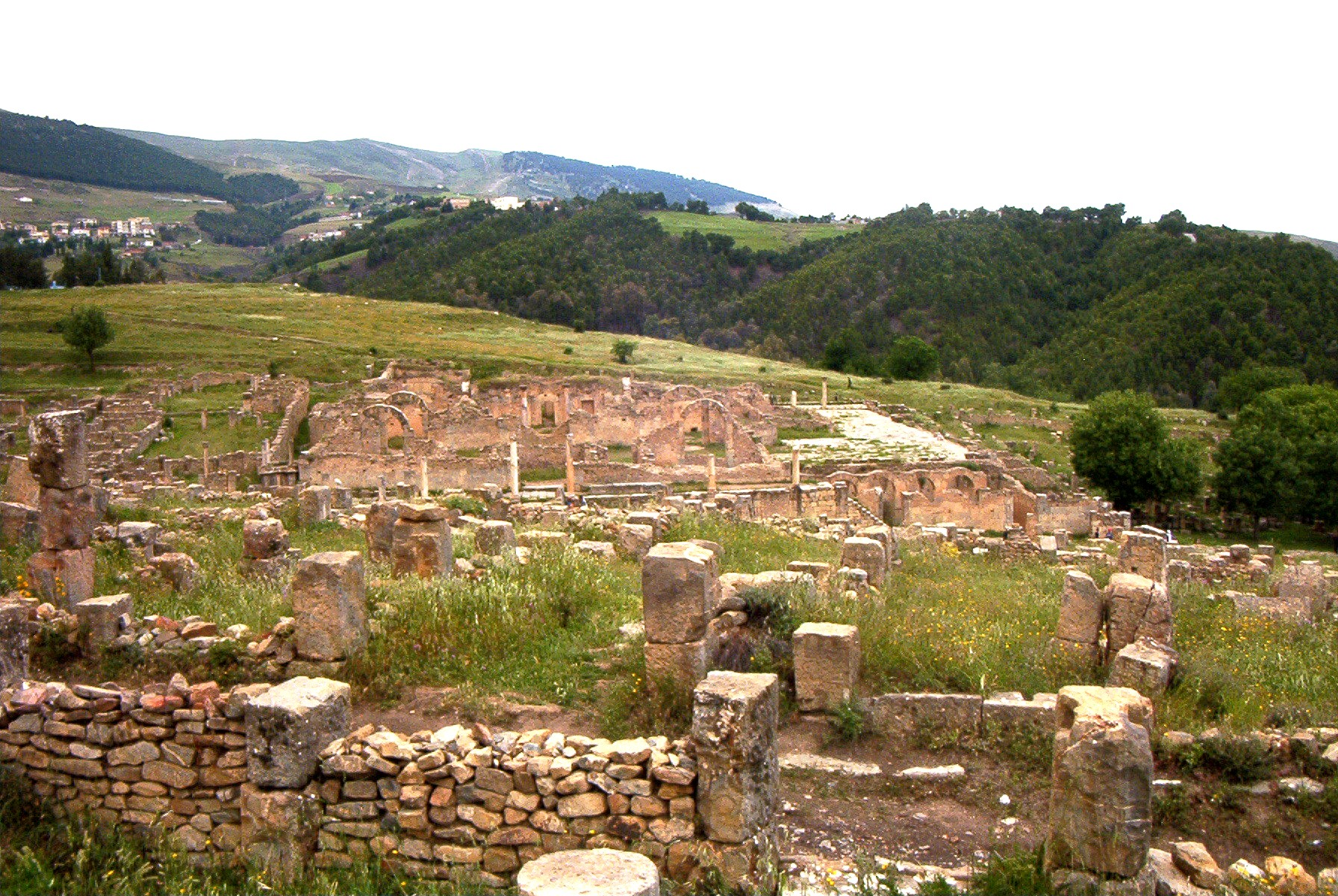
الحمامات المشاهدة من المعمودية.
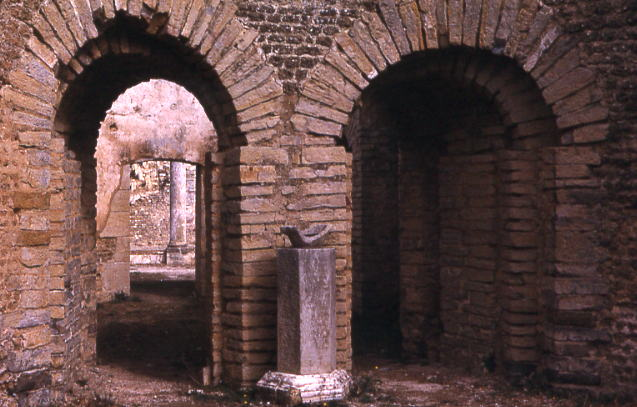
الحمامات الحرارية (نظرة جزئية)
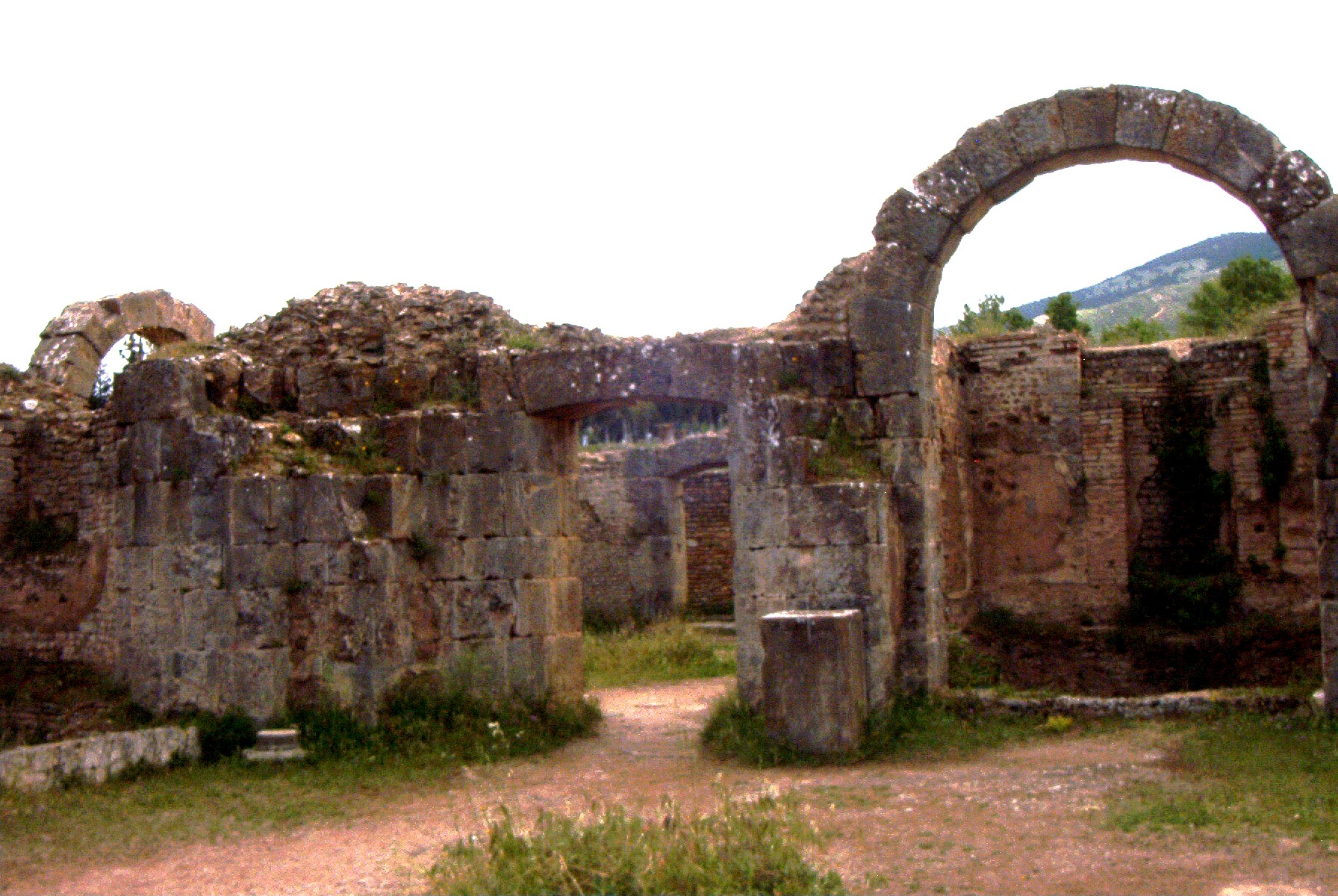
الحمامات الحرارية(نظرة جزئية)

## الأسواق والدكاكين
- كانت دكاكين كوزلنيوس في جميلة شبيهة بدكاكين تيمقاد، ولكنها أكثر خزفًا، كما كان لهذه السوق رتاج خارجي مرفوع على ستة أعمدة، وبركة وغرفة للموازين وتماثيل للمؤسس وأخيه والإله مركور.

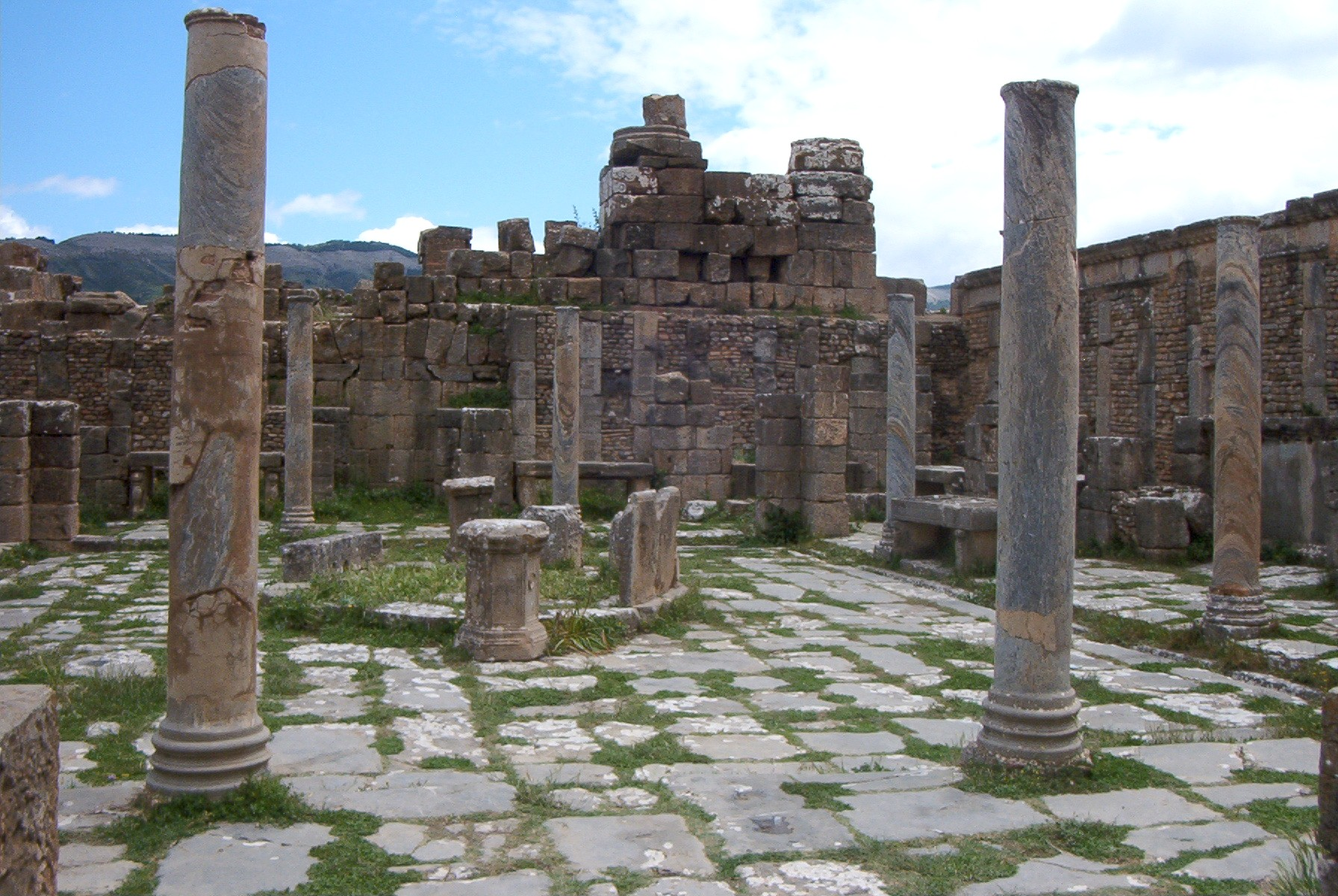
السوق
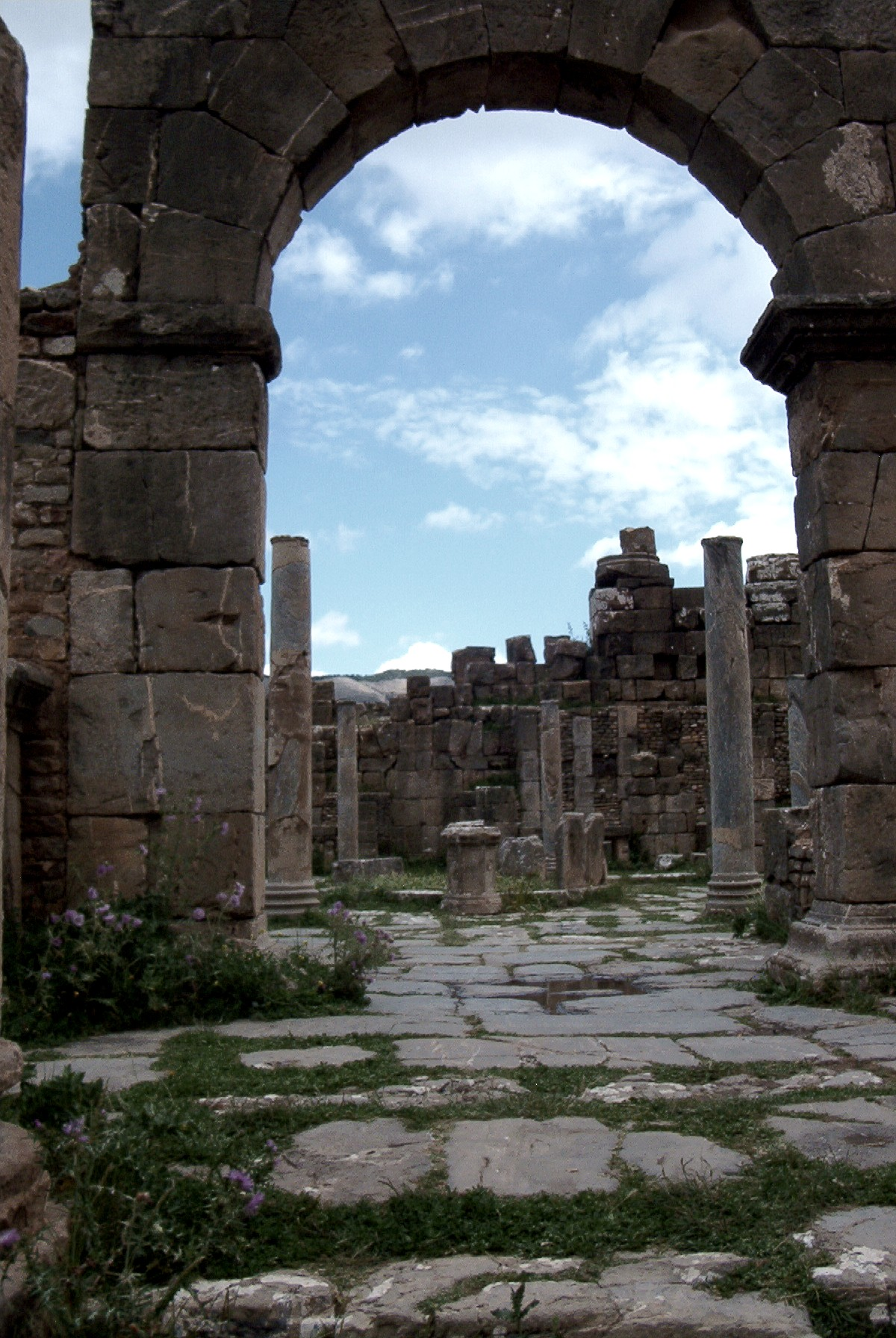
مدخل السوق
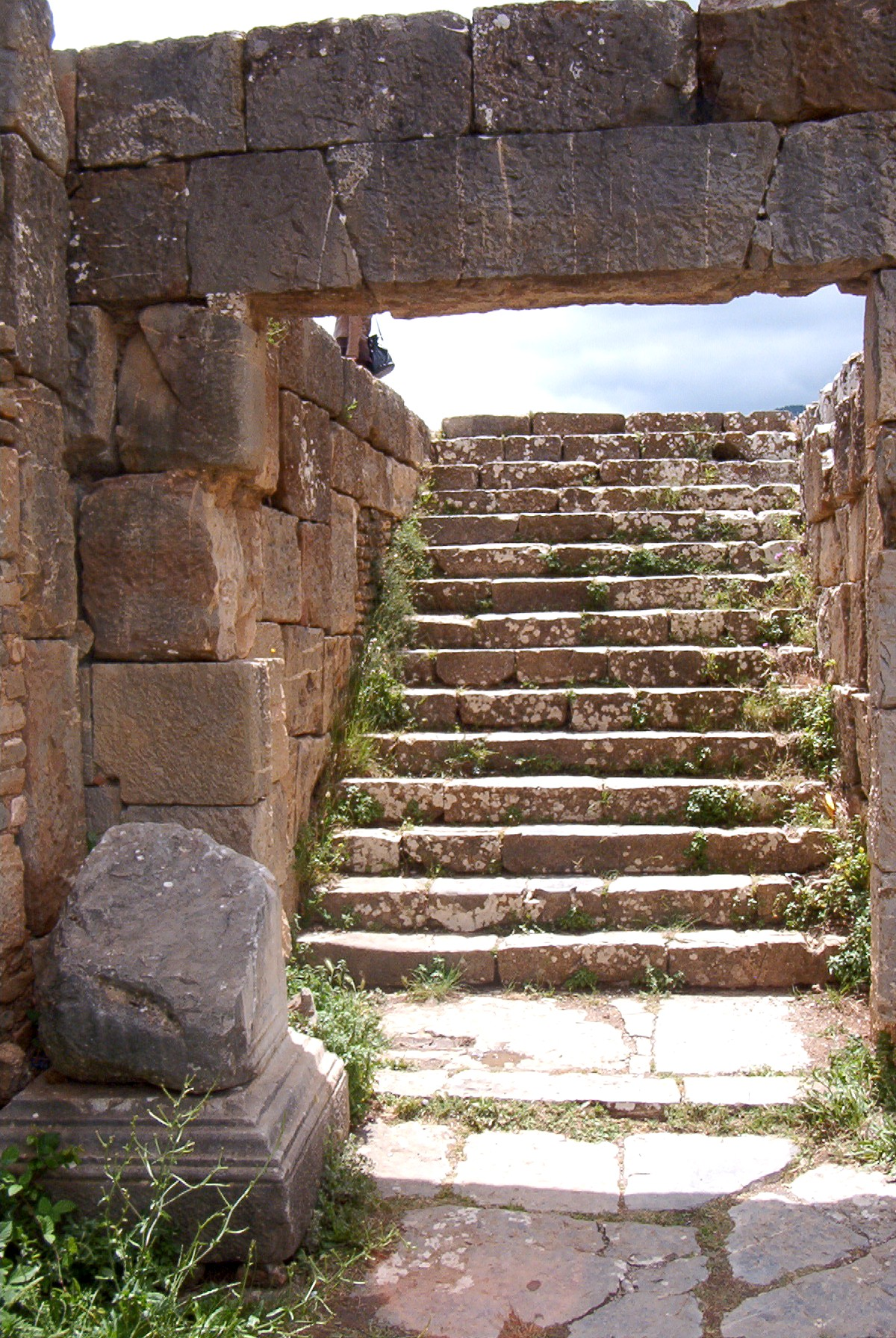
الدرج المؤدي إلى الكنيسة من السوق

## ملتقيات المدينة ( فوريم)

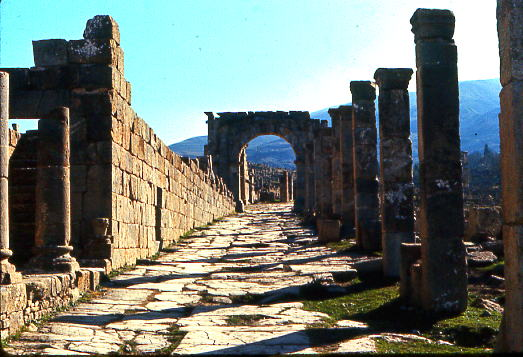
ممر في مدينة جميلة

- بمدينة جميلة الأثرية ملتقيات ( فوريم) قديمة وحديثة. القديمة تحتوي على ملتقى ضيق يعود تأسيسه للقرن الأول ميلادي والمباني العمومية المحيطة به ترجع أن لم تكن كلها فجزء منها إلى القرن الثاني الميلادي. وفي أواخر القرن الثاني وبداية القرن الثالث ميلادي بات حصن المدينة الأصلية يضيق بما فيه مما جعل القائمين على إدارة المدينة يقومون بتوسيعات عمرانية زادت في مساحة المدينة وعمرانها من حمامات وأسواق ومعابد ومذابح ومقابر ومراحض واقواس نصر وغيرها من الدور وملتقى ثان صارت به الحركة ميسرة زمن الاستعراضات العسكرية وأيام التسوق والاحتفالات. وكانت حركة التوسع العمراني هذه سبب بناء ساحة عمومية ثانية سميت أيضا فوروم الجنوب أو ساحة السيفيريين Place des Severes. وعلى عكس المخطط الكلاسيكي، فإنّ هذه الساحة ذات الشكل غير المنتظم كانت أوسع من الفوروم القديم وأقل منه ازدحاماً. كما كانت مفتوحة لحركة المرور، وكانت تشرف عليها بنايتان عظيمتان هما قوس النصر الذي أقيم عام 216م على شرف الإمبراطور كرا كالا. والمعبد الكبير الذي يتقدّمه مدرج وكانت مدينة جميلة (كويكول CUICUL) قد أقامت هذا المعبد الكبير عام 229تخليدًا وتقديسًا لأسرة سيفيروس المالكة.
- فمن فوق هذه الساحة العمومية الفسيحة يتبيّن للمرء في الحين، أنّ الأمر لم يعد يتعلق بفوروم مستطيل كلاسيكي مستو وممهد في إتقان، ومحاط بتماثيل ونصب، ينم انتظاما وتناسق زخارفها ونقوشها، عن وجود نظام وتخطيط مهيأين مسبقًا، بل على العكس من ذلك، فإنّ هذه الساحة تقع على انحدار يزداد تفاقمًا ابتداء من قوس نصر كاراكالا، وليست كل واجهاته مستقيمة حيث أن واجهتي الشمال والشرق فقط مستقيمتان.

و على الواجهة الغربية كان ينتصب قوس نصر كاراكالا. الذي أعيد ترميمه اليوم، وكان يستخدم كمدخل للساحة، وبالقرب من هذا القوس، فتحت سوق أقمشة كانت متوسطة بالفوروم الجديد.

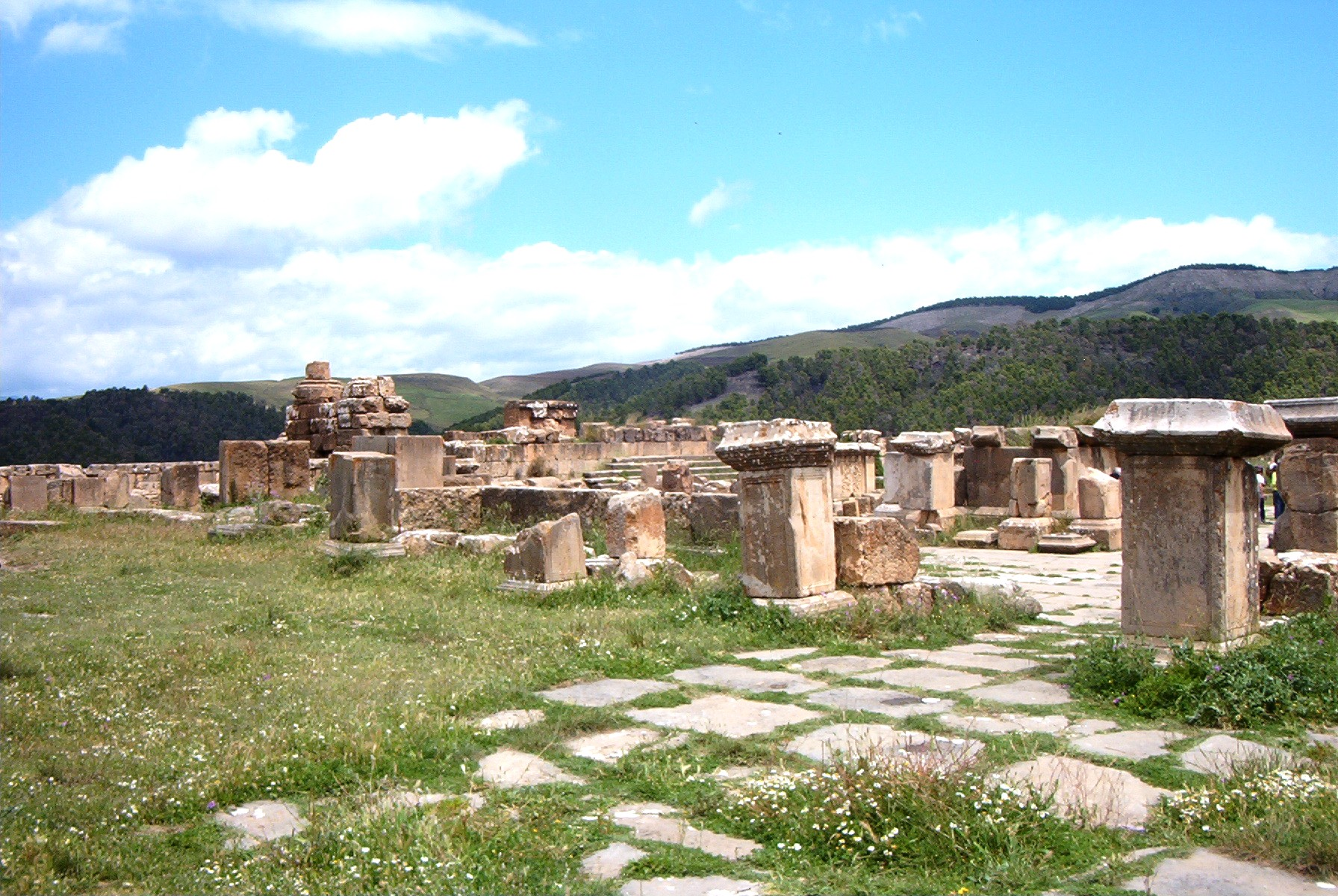
فوروم القضاء والكنيسة
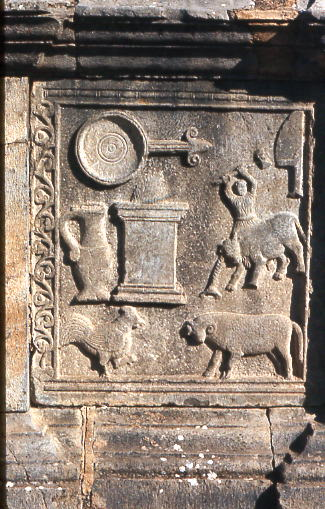
جيميلة، مذبح التضحية، مشهد الأضحية
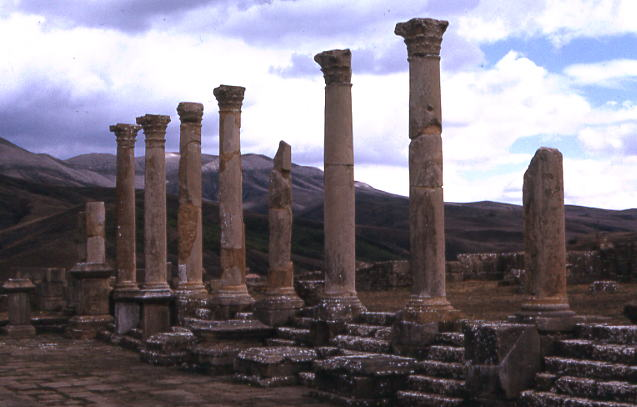
أعمدة الفوروم

## الكابيتول
- الكابيتول هو المركز الديني والسياسي في جميلة يقع في الشمال الشرقي للفوروم، يكرس لعبادة جوبيتير، جونو، مينيرفا. شكله مربع يتكون من ستة أجزاء، إنهار موقع مكان التضحية لكن لايزال أمام الدرج إلى الحرم سليما مع أعمدة تصل إلى 14 متر في الفوروم.

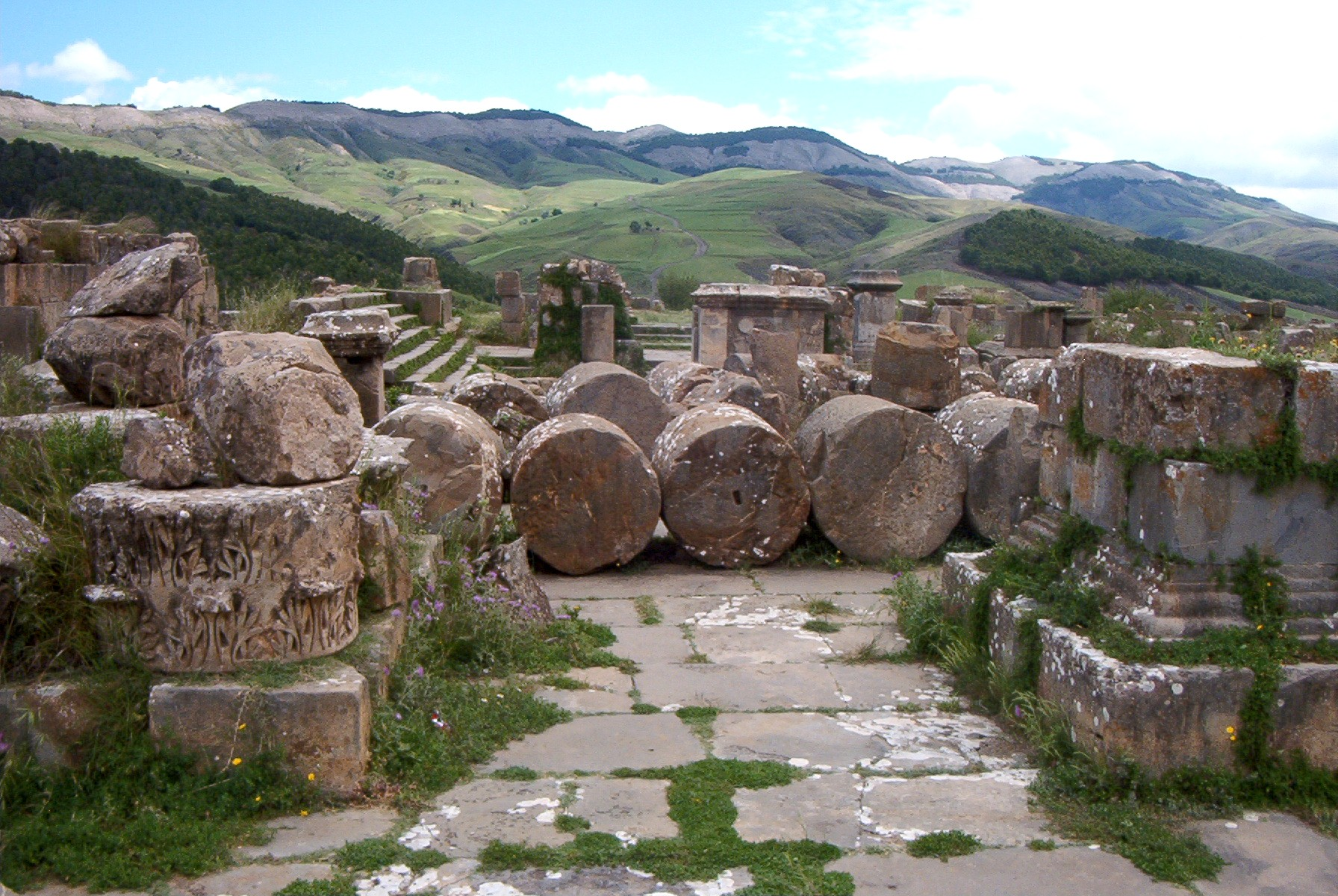
رواق الكابيتول. عكس ذلك الدرج، والمذبح.
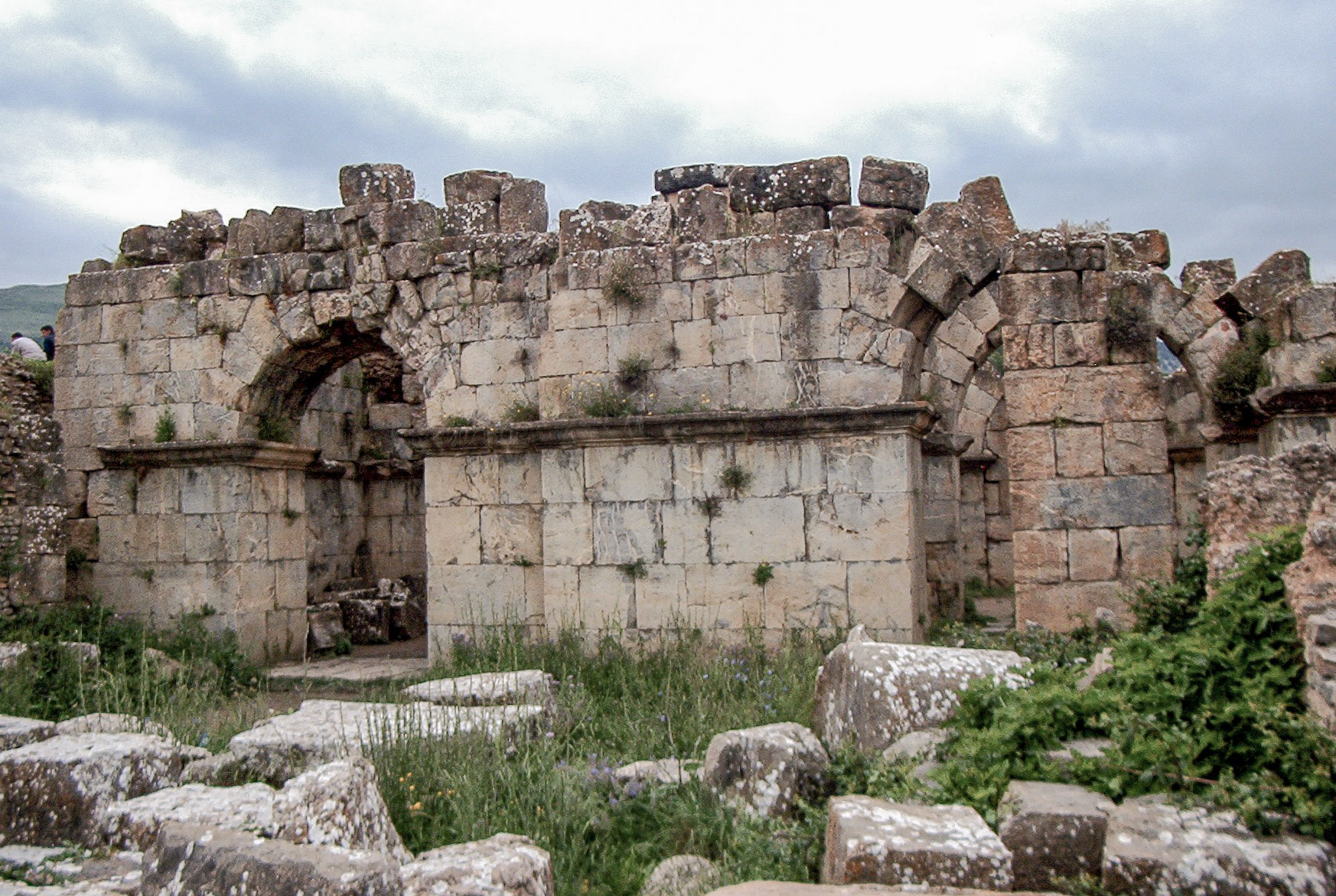
جانب من الكابيتول.

## معبد فونيس

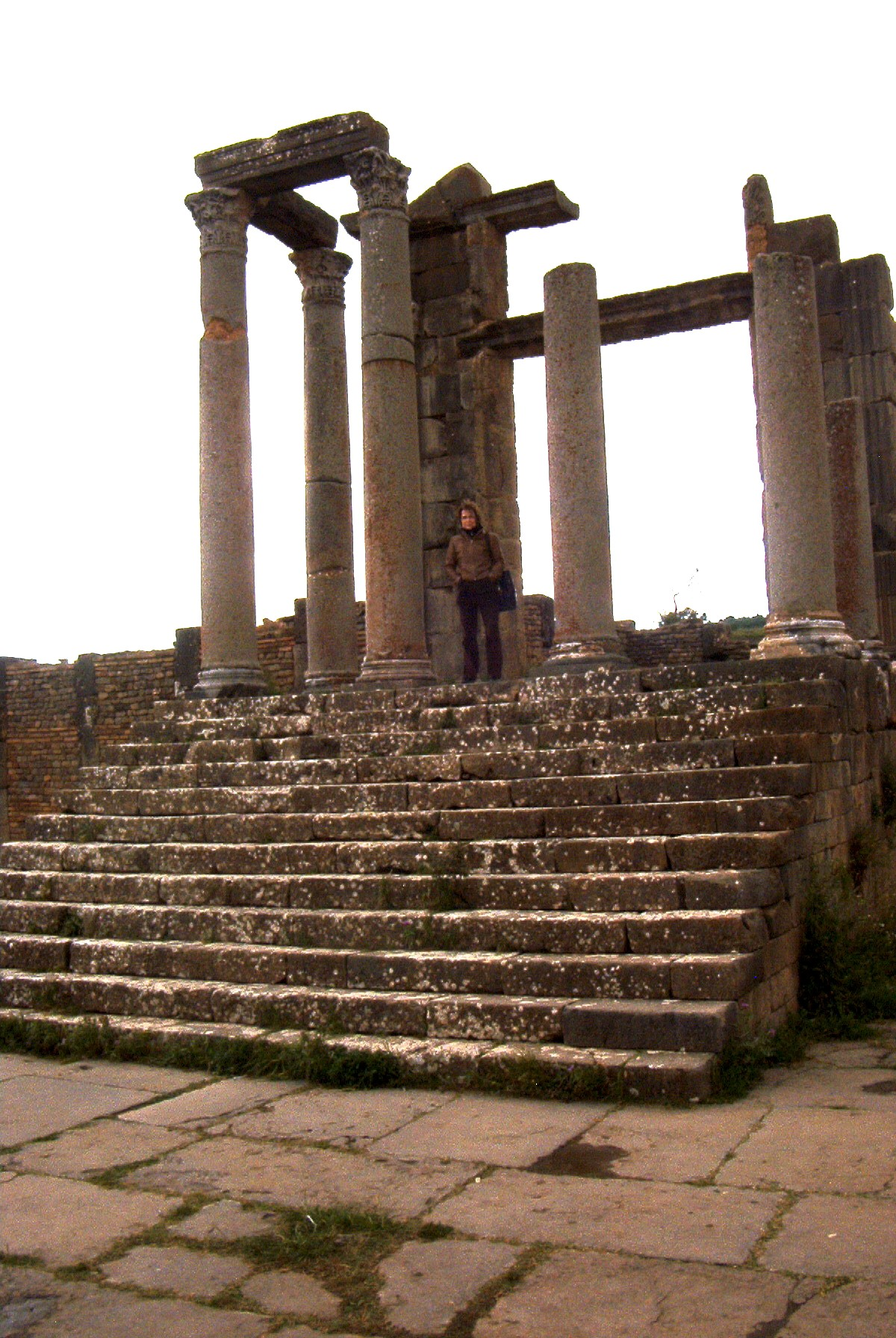
مدخل المعبد

## المسرح
- إنّ مسرح جميلة المتجّه إلى الشمال، قد حفر في هضبة تستند إليها مقاعد المدرجات، وما زال هذا المسرح يحفظ إلى الآن احتفاظًا كاملا بالجدار المواجه للخشبة، والمزين بكوات مستديرة حيناً ومربّعة حينًا أخر، بقصد الحصول على صدى جيد للأصوات.ويمكن الدخول إليه من قوس ساويرس الذي يفتح على الساحة، ويمكن أن تستوعب أكثر من 3000 متفرج الذين يضعون وفقا لرتبته الاجتماعية : مجلس الشيوخ والفرسان في الصف الأمامي، والناس في الأعلى. تتميز بساحة كبيرة يتم فيها عرض المسرحية.

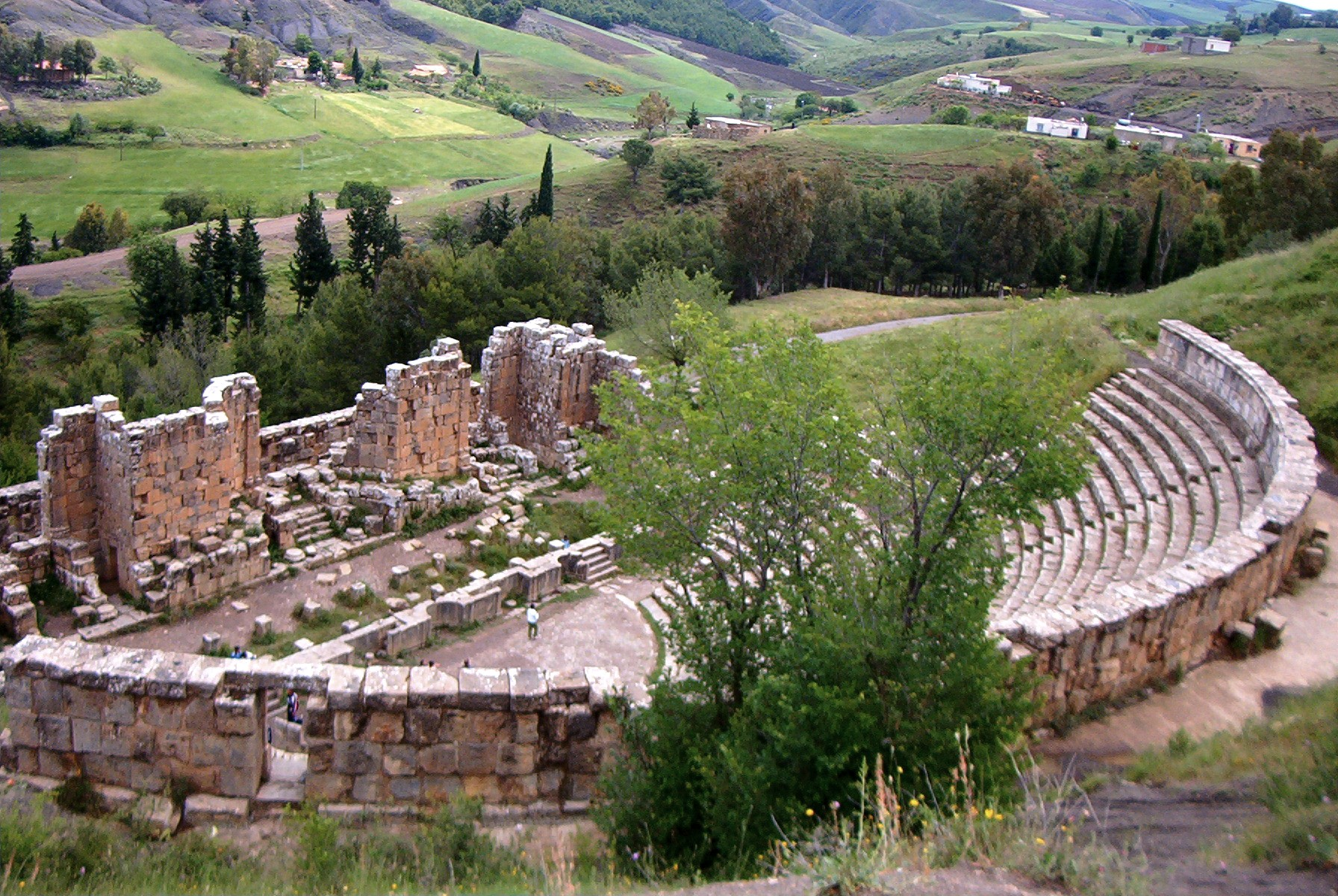
جميلة والمسرح المحيط به.
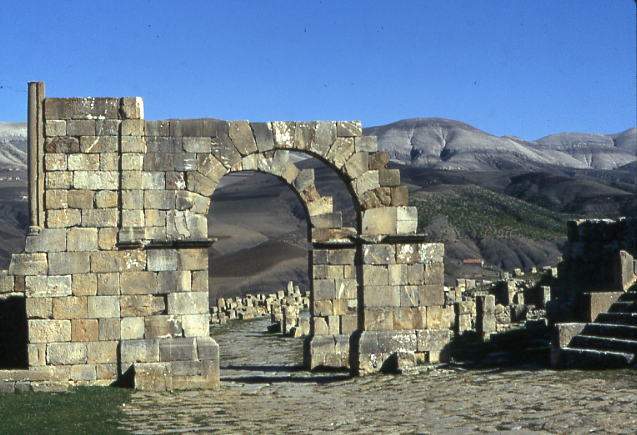
باب المسرح، المخل من الشارع.
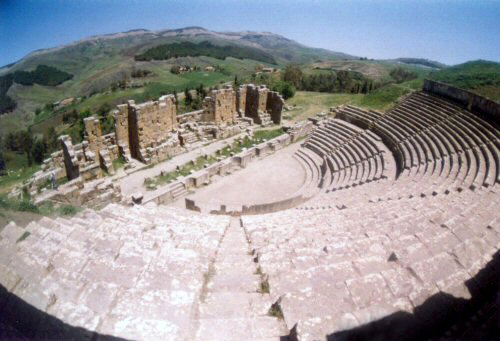
المسرح الروماني.
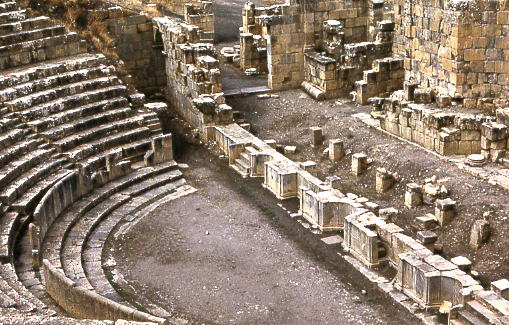
المسرح الروماني.

## المنازل
- نجد في جميلة عدة منازل فاخرة، البعض منها في المدينة القديمة، أجريت حولها مؤخرًا دراسات معمقة. وقد أصبحنا بفضل النقوش، والفسيفساء، نعرف اليوم أسماء بعض مالكي هذه الديار، أمثال ـ كاستوريوس ـ التي بُنيت داره على أرض مساحتها 1600 متر مربع وهو أحد الحاكمين مع ـ لوسيوس كولود يوس بروتو. وعلى غرار كل المنازل الغنية كان منزل ـ كاستوريوس ـ ينتظم حول باحة داخلية يحفّها رواق معمد تحيط به غرف مختلفة..

وهنا أيضا نجد حوضا وحمامات خاصة بالقرب منه.

## الحي المسيحي
- وقد ترك الرومان معالم كثيرة تدل على وجود الفترة المسيحية في الجزائر منها كنيستين مزخرفتين بمختلف أنواع الفسيفساء والنقوش الحجرية الخلابة وكنيسة صغيرة ومساكن خاصة تخذم رجال الدين.

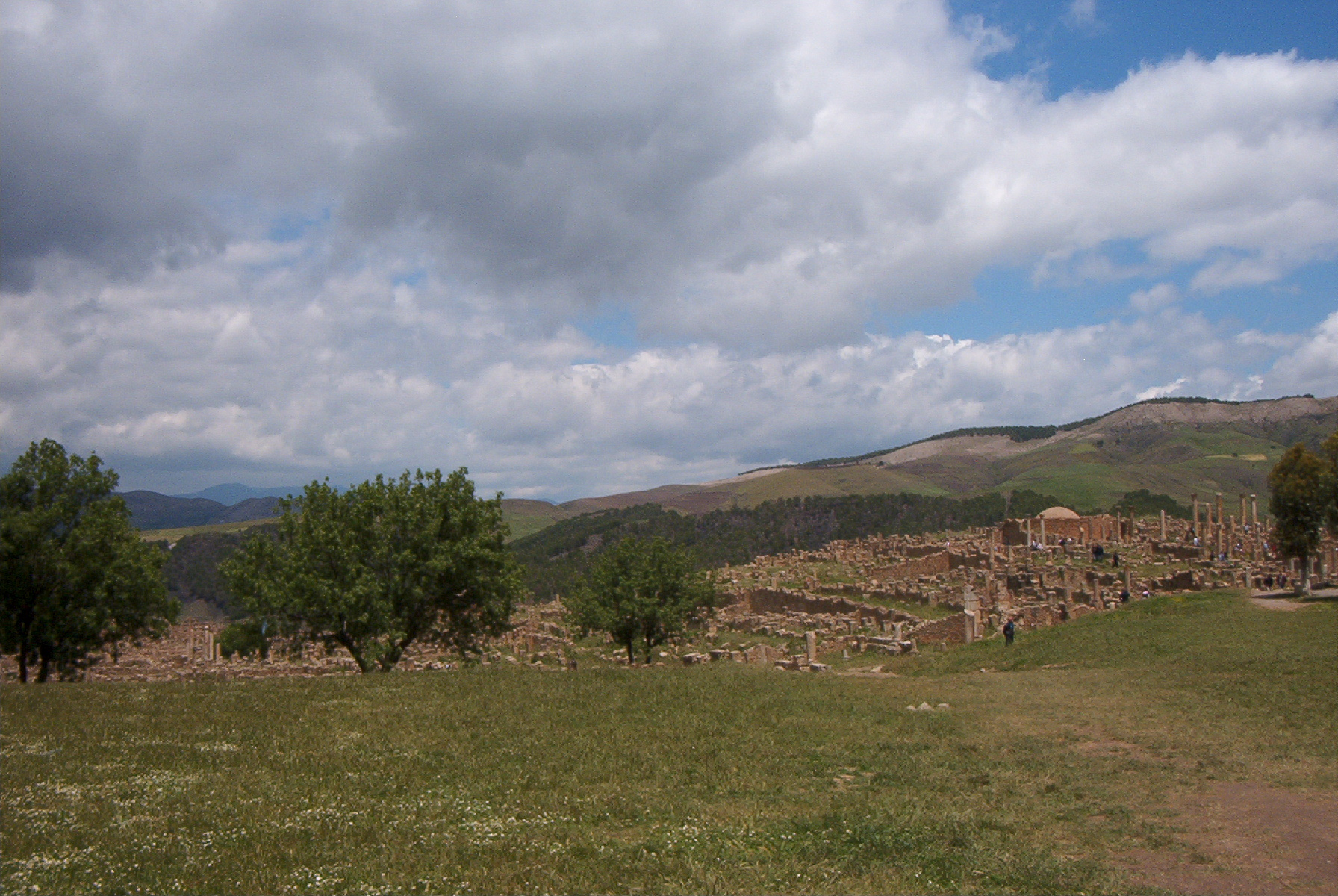
الحي المسيحي.
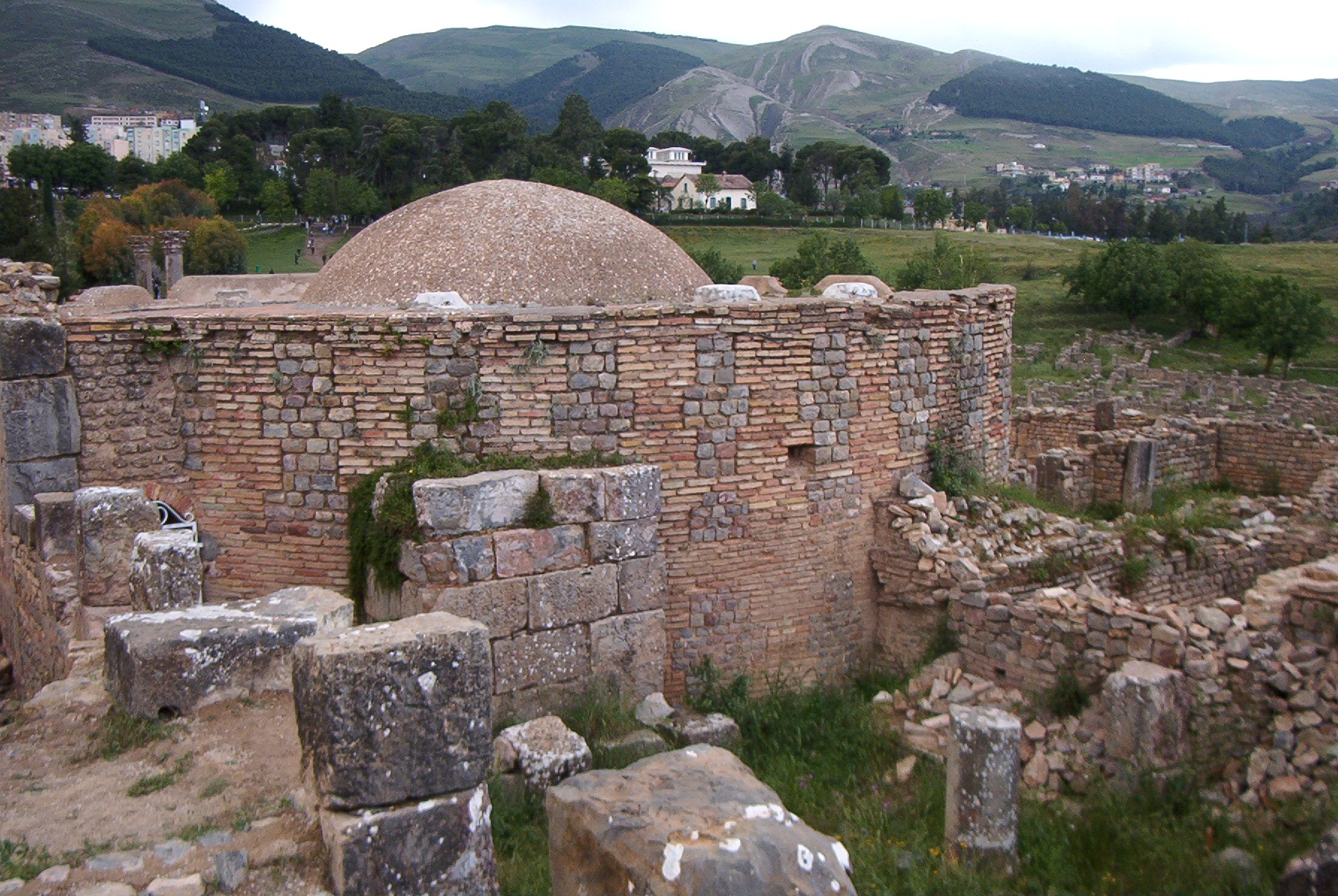
المعمودية والمتحف في الخلف.

## متحف جميلة

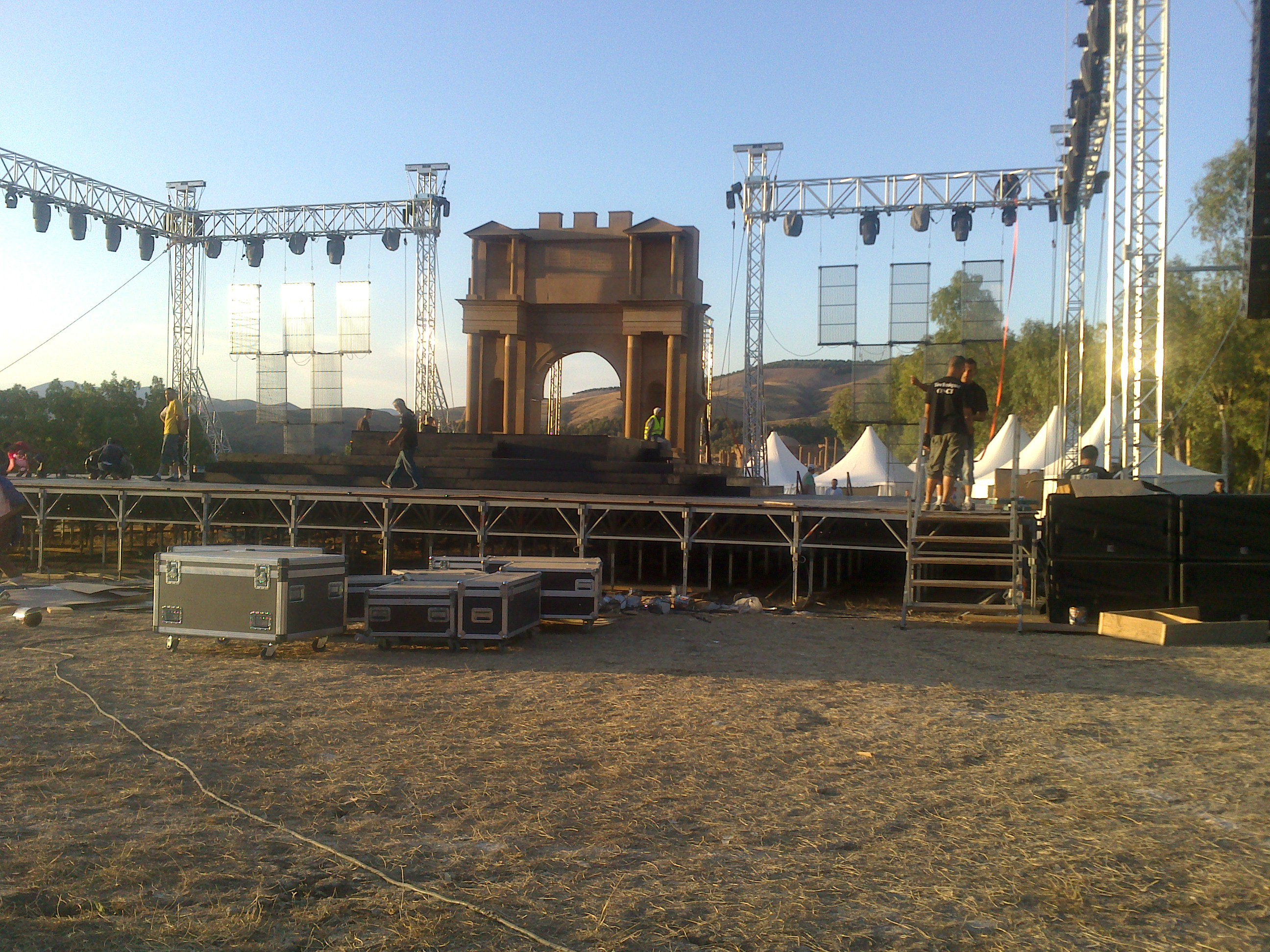
مهرجان جميلة العربي

- يقع المتحف داخل الحديقة، ويضم به عدة الاكتشافات الأثرية في الموقع نفسه ويعجب بعض من مجموعة فريدة من نوعها، وتنوع فسيفاسئها المليئة بالألوان الباردة تمثل المواضيع الأسطورية، مثل ضريح باخوس المستوحاة من أسطورة ديونيسوس.
- يتكون المتحف من حديقة بها فناء وثلاث غرف مسقفة بها شواهد وأعمدة وأما الباحة الخلفية يتواجد بها الفسيفساء والمنحوتات.

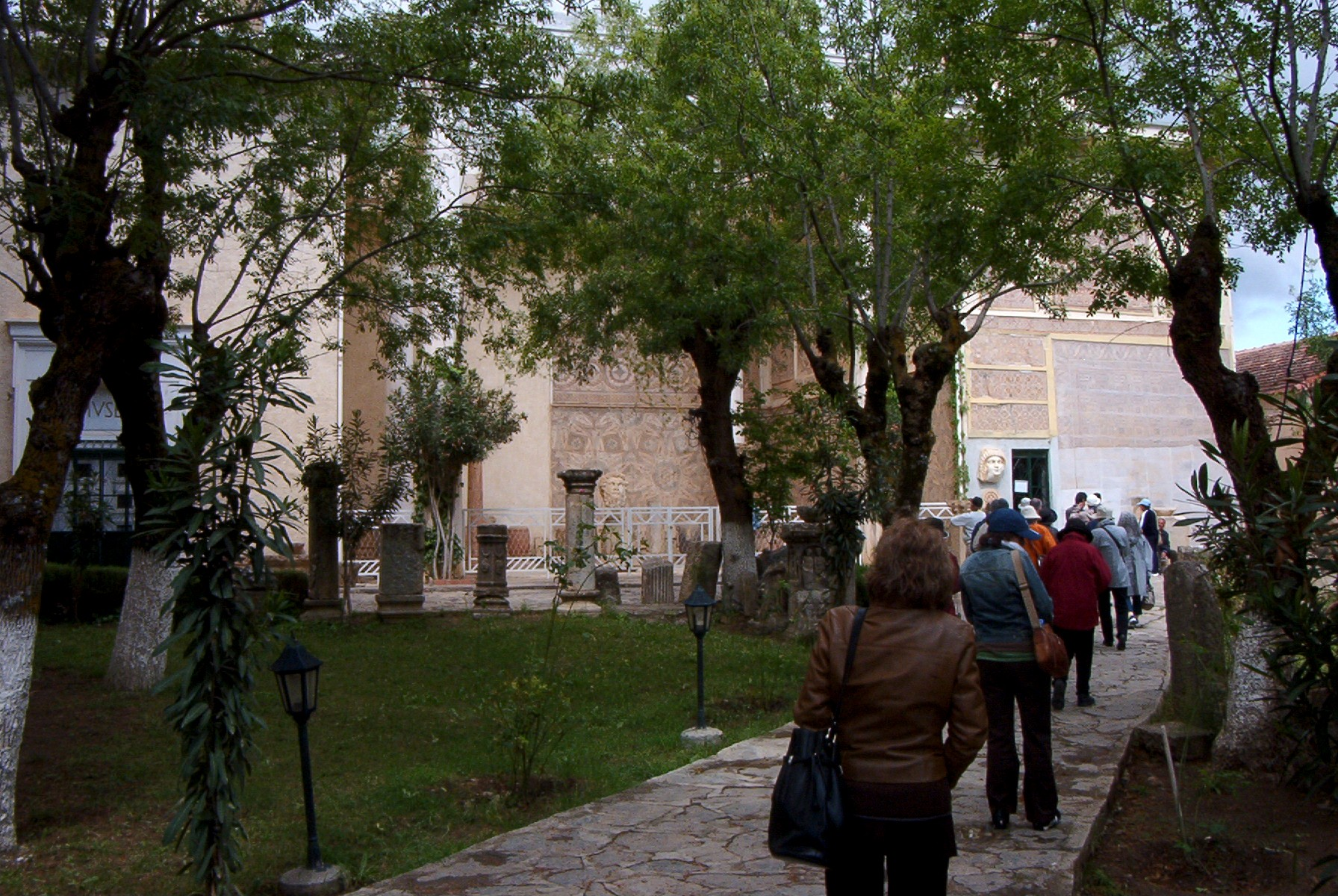
متحف جميلة، حديقة المتحف.
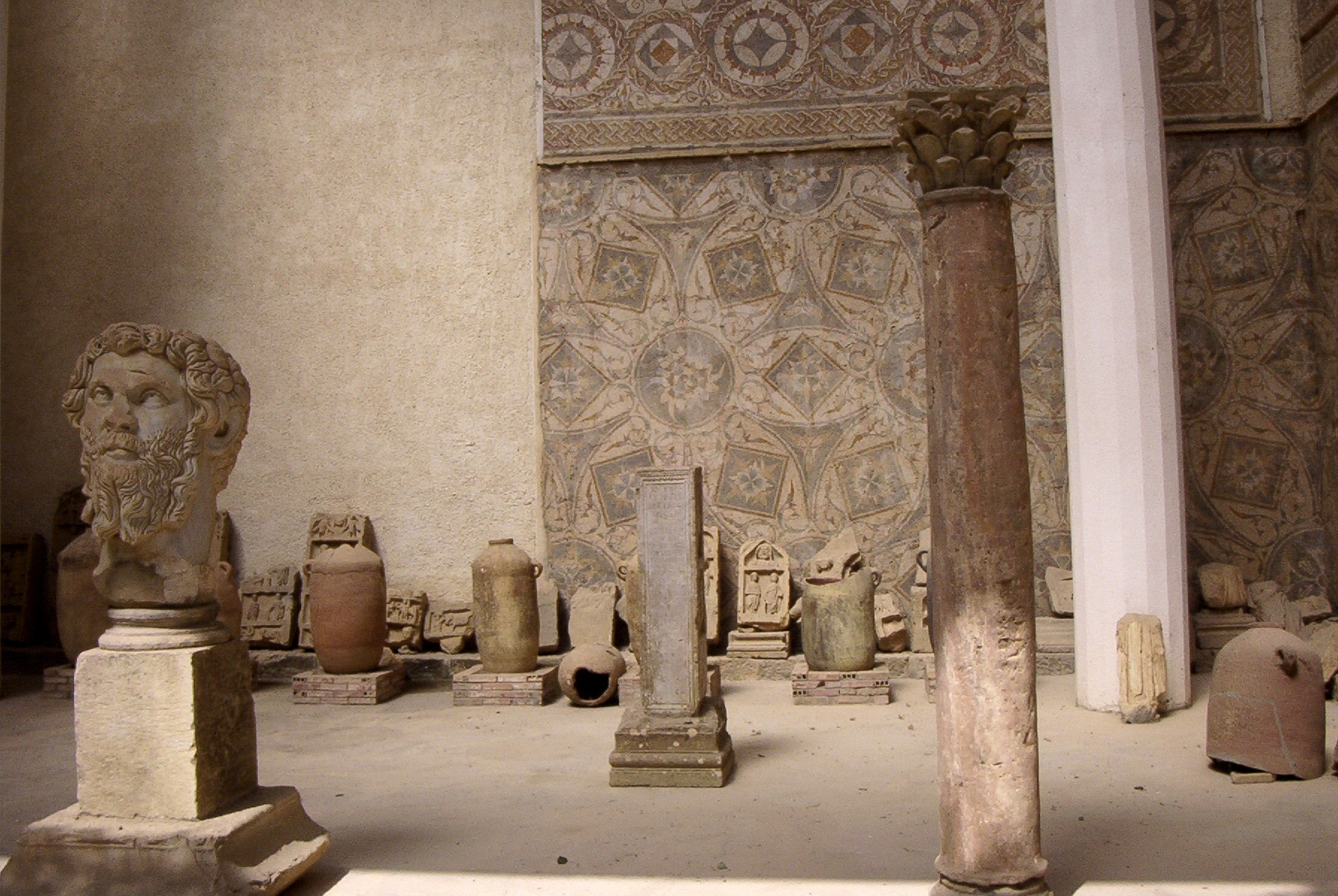
فناء المتحف.أثار لوشيوس سيفيروس.
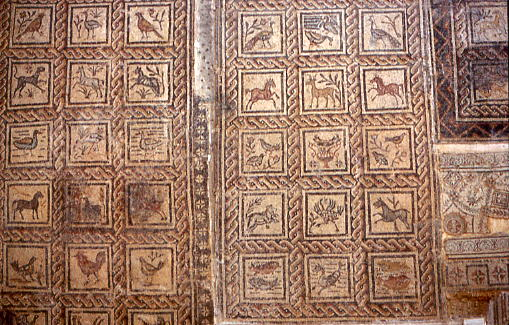
الفسيفساء الروماني.
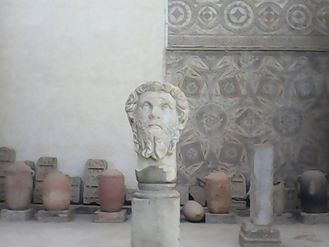
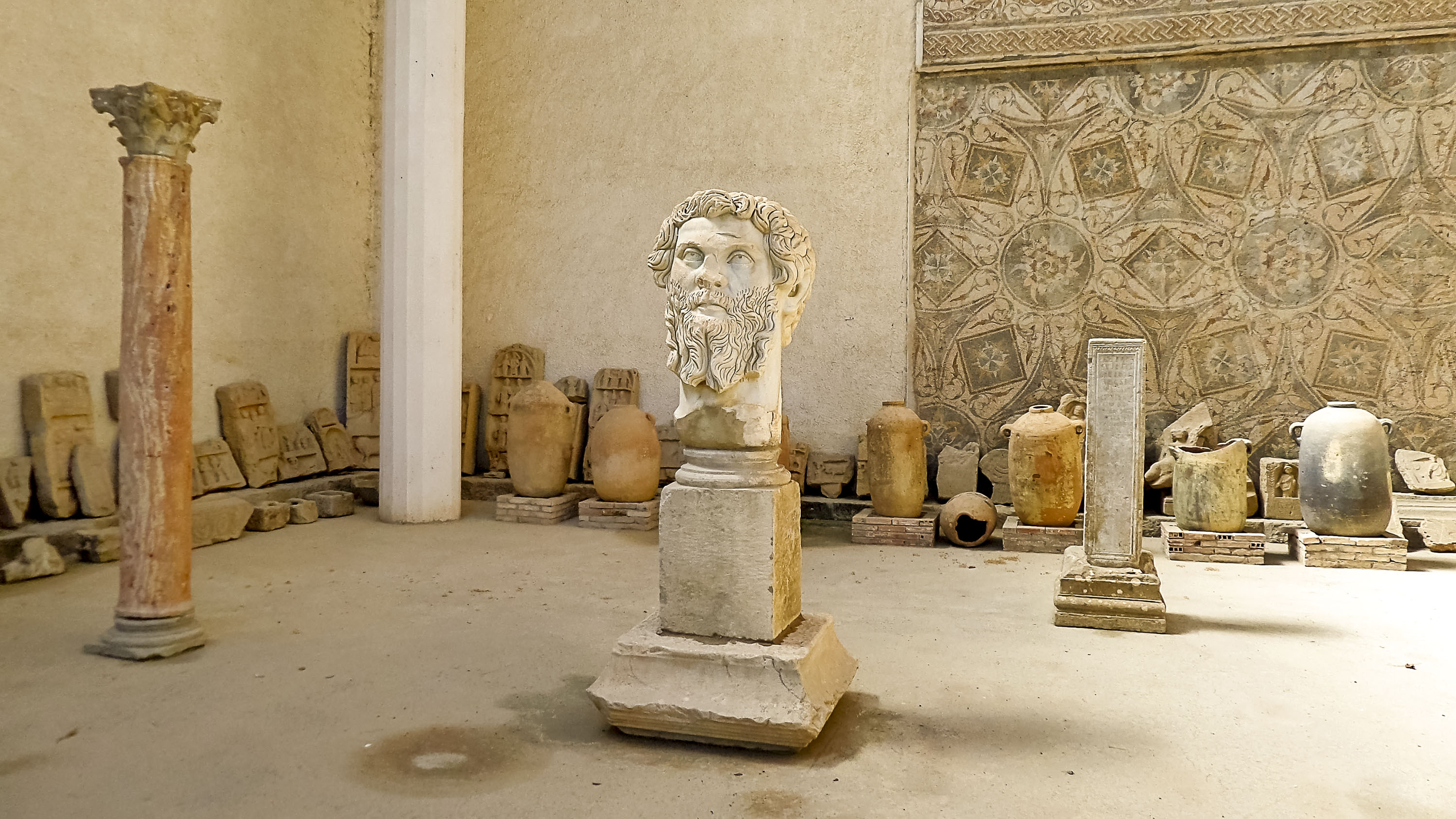
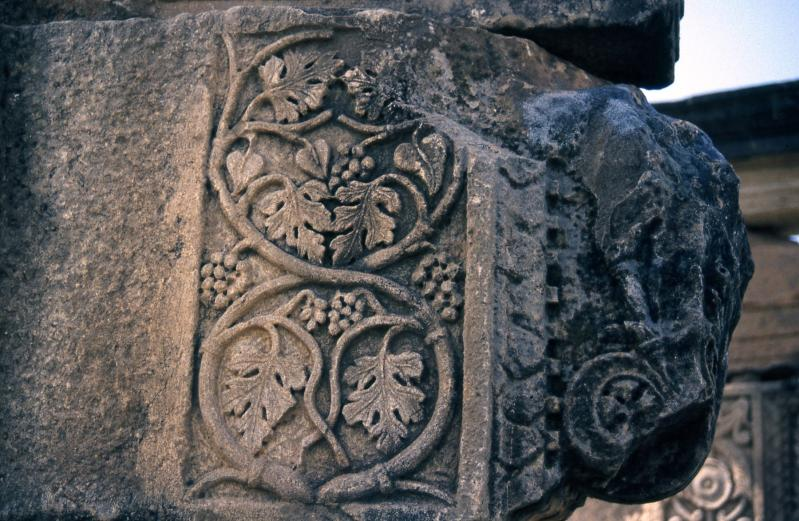
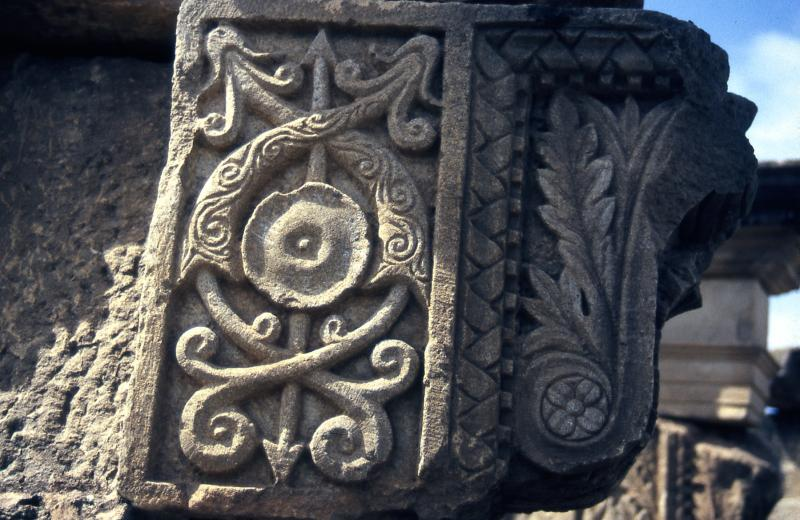
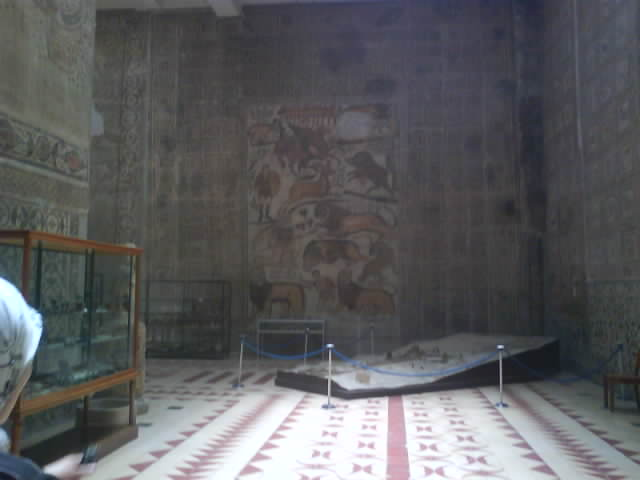

## مهرجان جميلة
- يتم تنظيم كل سنة مهرجان دولي للأغاني الجزائرية والعربية ويجرى في مسرح ساويريس.
- إعتلى المسرح العديد من الفنانين الجزائريين مثل: الشاب خالد، الشاب مامي، أجراد يوغرطة...بالإضافة إلى الفنانين العرب أمثال:نجوى كرم، كاظم الساهر، صابر الرباعي...

## روابط خارجية
- جميلة  في موقع اليونيسكو.